# Globální report konkurenceschopnosti
Globální report konkurenceschopnosti (anglicky: Global Competitiveness Report (GCR)) byl každoroční report, který publikovalo Světové ekonomické fórum od roku 2004. Report zařazoval země do žebříčku dle kritérií, které znázorňovaly jejich konkurenceschopnost v hospodářské soutěži.
Poslední takový report vydalo WEF za rok 2020.

## 2019 report[2]
| Pořadí | Země                   | Skóre |
| ------ | ---------------------- | ----- |
| ▲ 1    | Singapur               | 84.8  |
| ▼ 2    | Spojené státy americké | 83.7  |
| ▲ 3    | Hongkong               | 83.1  |
| ▲ 4    | Nizozemsko             | 82.4  |
| ▼ 5    | Švýcarsko              | 82.3  |
| ▼ 6    | Japonsko               | 82.3  |
| ▼ 7    | Německo                | 81.8  |
| ▲ 8    | Švédsko                | 81.2  |
| ▼ 9    | Spojené království     | 81.2  |
| ▬ 10   | Dánsko                 | 81.2  |
| ▬ 11   | Finsko                 | 80.2  |
| ▲ 12   | Tchaj-wan              | 80.2  |
| ▲ 13   | Jižní Korea            | 79.6  |
| ▼ 14   | Kanada                 | 79.6  |
| ▲ 15   | Francie                | 78.8  |
| ▼ 16   | Austrálie              | 78.7  |
| ▼ 17   | Norsko                 | 78.1  |
| ▲ 18   | Lucembursko            | 77.0  |
| ▼ 19   | Nový Zéland            | 76.7  |
| ▬ 20   | Izrael                 | 76.4  |
| ...    | ...                    | ...   |
| ▲ 31   | Estonsko               | 70.9  |
| ▼ 32   | Česko                  | 70.9  |
| ▬ 33   | Chile                  | 70.5  |

## 2018 report
- 1.  Spojené státy americké
- 2.  Singapur
- 29.  Česko 71.2[3]

## 2017 report
- 2.  Spojené státy americké
- 3.  Singapur
- 31.  Česko 4.77[4]

## 2016 report
Top 50 (z celkových 138) zemí z reportu v roce 2016–2017.
1. Švýcarsko 5.81
2. Singapur 5.72
3. Spojené státy americké 5.7
4. Nizozemsko 5.57
5. Německo 5.57
6. Švédsko 5.53
7. Spojené království 5.49
8. Japonsko 5.48
9. Hongkong 5.48
10. Finsko 5.44
11. Norsko 5.44
12. Dánsko 5.35
13. Nový Zéland 5.31
14. Tchaj-wan 5.28
15. Kanada 5.27
16. Spojené arabské emiráty 5.26
17. Belgie 5.25
18. Katar 5.23
19. Rakousko 5.22
20. Lucembursko 5.2
21. Francie 5.2
22. Austrálie 5.19
23. Irsko 5.18
24. Izrael 5.18
25. Malajsie 5.16
26. Jižní Korea 5.03
27. Island 4.96
28. Čína 4.95
29. Saúdská Arábie 4.84
30. Estonsko 4.78
31. Česko 4.72
32. Španělsko 4.68
33. Chile 4.64
34. Thajsko 4.64
35. Litva 4.60
36. Polsko 4.56
37. Ázerbájdžán 4.55
38. Kuvajt 4.53
39. Indie 4.52
40. Malta 4.52
41. Indonésie 4.52
42. Panama 4.51
43. Rusko 4.51
44. Itálie 4.50
45. Mauricius 4.49
46. Portugalsko 4.48
47. Jižní Afrika 4.47
48. Bahrajn 4.47
49. Lotyšsko 4.44
50. Bulharsko 4.44